# Фламінгос (футбольний клуб)
Футбол Клуб Фламінгос або просто Фламінгос (англ. Football Club Flamingos) — професіональний футбольний клуб з Намібії, який представляє місто Рехобот.

## Історія
Футбольний клуб «Фламінгос» було створено в 1986 році в місті Рехобот братами Тоні та Алекс Штраусс. Клуб став вже третьою, після ФК «Рібелс» та Жунінью Спортінг, футбольною командою, яку заснували рідні брати. З моменту свого створення до 2012 року клуб виступав у чемпіонаті міста Рехобот, після перемоги в якій, з 2013 року команда почала виступати в Чемпіонаті провінції Хардап. Після перемоги в провінційному чемпіонаті, клуб завдяки вдалим виступам отримав право взяти участь в Чемпіонаті Намібії з футболу в зоні «Південь» першого дивізіону.
В сезоні 2014/15 років клуб здобув перемогу в зоні «Південь» Першого дивізіону Чемпіонату Намібії з футболу та отримав право з наступного сезону виступати в Прем'єр-лізі.

## Стадіон
Домашні матчі клуб проводить на стадіоні «Рехо Стедіум», у місті Рехобот, який вміщує 1 000 уболівальників.

## Досягнення
- Перший дивізіон Чемпіонату Намібії з футболу (зона «Південь»): 1 перемога

 Чемпіон (1) 2014/2015
- Другий дивізіон Чемпіонату Намібії з футболу: 1 перемога

 Чемпіон (1) 2013/2014
- Чемпіонат провінції Хардап з футболу: 1 перемога

 Чемпіон (1) 2013
- Чемпіонат міста Рехобот з футболу: 1 перемога

 Чемпіон (1) 2012

## Статистика виступів
- Прем'єр-ліга: 2015-
- Перший дивізіон Чемпіонату Намібії: 2014-15
- Регіональні чемпіонати 1986-2014